# Battlegroup
En estrategia militar, un battlegroup (término británico/Commonwealth) o task force (término estadounidense) es el componente básico de un ejército[cita requerida]. Un battlegroup se compone usualmente de un batallón de infantería o un regimiento acorazado (varía mucho en la práctica, ya que fue creado para ser un grupo de batalla flexible), comandado por un Teniente coronel. Las unidades integradas tienen mandos propios y son una mezcla apropiada de unidades acorazadas, infantería, el personal de apoyo y el armamento, relevante a la hora de cumplir la misión para la que fue creado.
La organización de un grupo de batalla es flexible, y puede ser reestructurada rápidamente para enfrentarse con cualquier cambio de la situación en batalla. Típicamente un grupo de batalla ofensivo puede ser estructurado alrededor de un regimiento blindado, con dos escuadrones de carros de combate principales apoyados por una compañía de infantería; a la inversa, un grupo de batalla más defensivo puede ser estructurado alrededor de un batallón de infantería, con dos compañías y un escuadrón blindado. En misiones de apoyo sería un pelotón de reconocimiento, un destacamento de defensa aérea a baja altura, una sección antitanque y un destacamento de ingenieros, más el apoyo de artillería.
Los grupo de batalla  pueden ser subdivididos a menudo en grupos de combate (llamados equipos en el ejército estadounidense) basado alrededor de una compañía de infantería apoyada por un pelotón de tanques y varias unidades de apoyo.
En el Ejército británico, una división acorazada o de infantería mecanizada podría tener no menos de doce grupos de batalla separados según su disposición, con tres o cuatro en cada brigada.